# Palacio del Rey Nikola
Palacio del Rey Nikola se encuentra en Cetiña, Montenegro, y durante más de cincuenta años sirvió como sede de la familia real de Montenegro. En 1926 se convirtió en un museo, a partir de 1980 fue uno de los departamentos del Museo Nacional de Montenegro.
El palacete fue construido desde 1863 hasta 1867 en un estilo sencillo y típico de las casas de Cetiña con ciertos elementos del neoclasicismo. Los interiores fueron diseñados en estilo del historicismo (arte) y Art Nouveau.